# Anang Ma'ruf
Anang Ma'ruf Anang Ma'ruf (Surabaya, 18 maggio 1976) è un ex calciatore indonesiano, di ruolo difensore.